# Konstantínovka (Penza)
|  | Per a altres significats, vegeu «Konstantínovka». |

Konstantínovka (Константиновка en rus) - és un poble de l'óblast de Penza, a Rússia, el 2004 tenia 125 habitants.